# Ypthima nikaea
Ypthima nikaea är en fjärilsart som beskrevs av Moore 1874. Ypthima nikaea ingår i släktet Ypthima och familjen praktfjärilar. Inga underarter finns listade i Catalogue of Life.